# کیکاوا تسونه‌ایه
کیکاوا تسونه‌ایه (به ژاپنی: 吉川経家) سامورایی و ملازم خاندان موری در دوره سن‌گوکو در ولایت اینابا بود.